# Guloninae
Guloninae – podrodzina ssaków z rodziny łasicowatych (Mustelidae).

## Zasięg występowania
Podrodzina obejmuje gatunki występujące w Ameryce i Eurazji.

## Podział systematyczny
Do podrodziny należą następujące występujące współcześnie rodzaje: 
- Pekania J.E. Gray, 1865 – jedynym żyjącym współcześnie przedstawicielem jest Pekania pennati (Erxleben, 1777) – kuna rybożerna
- Eira C.H. Smith, 1842 – hirara – jedyny przedstawicielem jest Eira barbara (Linnaeus, 1758) – hirara amerykańska
- Gulo Pallas, 1780 – rosomak – jedynym żyjącym współcześnie przedstawicielem jest Gulo gulo (Linnaeus, 1758) – rosomak tundrowy
- Martes Pinel, 1792 – kuna

Opisano również rodzaje wymarłe:
- Aragonictis Valenciano, Morales, Azanza & DeMiguel, 2022[14] – jedynym przedstawicielem był Aragonictis araid Valenciano, Morales, Azanza & DeMiguel, 2022
- Circamustela Petter, 1967[15]
- Eirictis Qiu Zhanxiang, Deng Tao & Wang Banyue, 2004[16]
- Iberictis Ginsburg & Morales, 1992[17]